# ヴィンセント・マーキス
ヴィンセント・マーキス（Vincent Marquis、1984年4月15日 - ）は、カナダのケベック州ケベック・シティ出身のモーグルスキーヤーである。

## 経歴
2003-2004シーズンにワールドカップ初参戦で6位とそれなりの好成績を残すが、シーズン終盤の3月に膝を怪我してしまう。手術を行い、翌年の2004-2005シーズンにはワールドカップへ復帰するが、成績はあまり振るわず、2005-2006シーズンはナショナルチームから外されてしまう。そのため、同シーズンはノースアメリカンカップを中心に戦い、カナダ開催の1戦のみワールドカップへ出場した。2006-2007シーズンにナショナルチームへ復帰してワールドカップにフル参戦すると、デュアルの第1戦で初の表彰台となる2位を獲得する。2007-2008シーズンは地元カナダ開催の第4戦で予選1位からシングル初の表彰台となる3位を獲得すると、さらに第5戦でデュアル初優勝を果たす。第9戦、第10戦でも表彰台を獲得し、同じカナダチームのアレキサンダー・ビロドウを抜いて、カナダ勢トップとなる総合3位に入った。2008-2009シーズンは同シーズンはカナダ勢の活躍が目覚しく、第2戦と第6戦ではアレキサンダー・ビロドウ、ピエール＝アレキサンダー・ルソーらと共にワンツースリーフィニッシュを決めて表彰台を2度独占した。2度の表彰台独占のうち、1度は地元カナダでの開催であり、しかも自身がシングル初優勝という最高の結果であった。同シーズンに表彰台に上がったのはこの2度のみであるが、3位以下は混戦だったこともあって、2年連続となる総合3位を獲得した。シーズン終盤の3月には世界選手権にも初出場し、シングルで3位に入り銅メダルを獲得した。デュアルでもベスト4まで進んだが、カナダ勢対決となったセミファイナルでアレキサンダー・ビロドウに敗れ、3位決定戦でもタピオ・ルースァ敗れてしまい、惜しくも4位に終わった。

## 主な成績

### ノースアメリカンカップ
- 2003-2004シーズン　2戦出場、2位1回、3位1回
- 2005-2006シーズン　9戦出場、3位1回

### ワールドカップ

#### 戦績表
| シーズン  | シングル | シングル | シングル | シングル | シングル | シングル | デュアル | デュアル | デュアル | デュアル | デュアル | デュアル | シングル デュアル 統合成績 | オーバーオール 総合成績 |
| シーズン  | 大会数   | 出場数   | 1位      | 2位      | 3位      | 総合成績 | 大会数   | 出場数   | 1位      | 2位      | 3位      | 総合成績 | シングル デュアル 統合成績 | オーバーオール 総合成績 |
| --------- | -------- | -------- | -------- | -------- | -------- | -------- | -------- | -------- | -------- | -------- | -------- | -------- | -------------------------- | ----------------------- |
| 2003-2004 | 11戦     | 1戦      | 最高6位  | 最高6位  | 最高6位  | -        | 3戦      | 1戦      | 最高38位 | 最高38位 | 最高38位 | -        | 40位                       | 146位                   |
| 2004-2005 | 8戦      | 8戦      | 最高15位 | 最高15位 | 最高15位 | -        | 3戦      | 3戦      | 最高13位 | 最高13位 | 最高13位 | -        | 33位                       | 89位                    |
| 2005-2006 | 11戦     | 1戦      | 最高42位 | 最高42位 | 最高42位 |          |          |          |          |          |          |          | -                          |                         |
| 2006-2007 | 7戦      | 6戦      | 最高6位  | 最高6位  | 最高6位  | -        | 3戦      | 3戦      |          | 1回      |          | 9位      | 11位                       | 24位                    |
| 2007-2008 | 7戦      | 7戦      |          | 1回      | 1回      | -        | 3戦      | 3戦      | 1回      |          | 1回      | -        | 3位                        | 11位                    |
| 2008-2009 | 5戦      | 5戦      | 1回      |          | 1回      | -        | 4戦      | 4戦      | 最高5位  | 最高5位  | 最高5位  | -        | 3位                        | 11位                    |
| 通算成績  | -        | 28戦     | 1回      | 1回      | 2回      | -        | -        | 14戦     | 1回      | 1回      | 1回      | -        | -                          | -                       |

#### 優勝歴
- 2007-2008シーズン
  - 第5戦ディアバレー（アメリカ）デュアル優勝
- 2008-2009シーズン
  - 第2戦モンガブリエル（カナダ）シングル優勝

### 世界選手権
- 2009年猪苗代大会
  - シングル3位
  - デュアル4位